# Каперсоцветные
Каперсоцве́тные (лат. Capparales) — ботаническое название порядка двудольных цветковых растений. В современной классификации APG IV как самостоятельный не выделяется. Используется в системе Кронквиста как порядок в подклассе дилленииды (Dilleniidae), а также в современной системе Кубицкого. В версии 1981 года порядок включал следующие семейства:
- Семейства порядка каперсоцветные (Capparales)
Tovariaceae — товариевые
Capparaceae — каперсовые
Brassicaceae — капустные
Moringaceae — моринговые
Resedaceae — резедовые

В системе APG II все эти растения включены в расширенный порядок Brassicales (капустные).